# Reichstagswahlkreis Königreich Sachsen 7

Die Wahlkreisaufteilung des Deutschen Reichs.

Der Reichstagswahlkreis Königreich Sachsen 7 (in der reichsweiten Durchnummerierung auch Reichstagswahlkreis 291; auch Reichstagswahlkreis Meißen-Großenhain genannt) war der siebte Reichstagswahlkreis für das Königreich Sachsen für die Reichstagswahlen im Deutschen Reich und im Norddeutschen Bund von 1867 bis 1918.

## Wahlkreiszuschnitt
Der Wahlkreis umfasste die Amtshauptmannschaft Meißen ohne die Amtsgerichtsbezirke Nossen und Wilsdruff sowie die Gemeinden Coswig, Kötiz bei Meißen, Neucoswig und Gutsbezirk, Kreyern, die Amtshauptmannschaft Großenhain ohne den Amtsgerichtsbezirk Radeburg, die Gemeinden Bloßwitz, Groptitz, Grubnitz bei Oschatz mit Gutsbezirk, Kalbitz, Mautitz mit Gutsbezirk, Plotitz, Ragewitz bei Oschatz mit Gutsbezirk, Seehausen mit Gutsbezirk und Stösitz aus der Amtshauptmannschaft Oschatz.
Dies entsprach ursprünglich der Stadt Meißen und den Gerichtsamtsbezirken Meißen und Großenhain, Riesa und Lommatzsch.
| Jahr | Einwohner |
| ---- | --------- |
| 1890 | 128.361   |
| 1895 | 137.891   |
| 1900 | 156.561   |
| 1905 | 162.491   |
| 1910 | 170.226   |

|      | Landwirtschaft | Industrie und Gewerbe | Handel und Dienstleistungen |
| ---- | -------------- | --------------------- | --------------------------- |
| 1895 | 43,3           | 38,8                  | 17,9                        |
| 1907 | 31,4           | 43,6                  | 25,0                        |

|      | Evangelisch | Katholisch |
| ---- | ----------- | ---------- |
| 1890 | 97,5        | 2,4        |
| 1905 | 95,9        | 3,8        |
| 1910 | 95,6        | 4,1        |

## Abgeordnete
| Wahl                                 | Abgeordneter                | Partei             | Bild |
| ------------------------------------ | --------------------------- | ------------------ | ---- |
| Reichstagswahl Februar 1867 bis 1871 | Ludwig von Zehmen           | FKV                |      |
| Reichstagswahl 1871 bis 1874         | Karl Richard Hirschberg     | LRP                | 0    |
| Reichstagswahl 1874 bis 1884         | Gustav Richter              | DRP                |      |
| Reichstagswahl 1884 bis 1887         | Dietrich Carl von Carlowitz | DKP                | 0    |
| Reichstagswahl 1887 bis 1893         | Heinrich von Friesen-Rötha  | DKP                |      |
| Reichstagswahl 1893 bis 1898         | Heinrich Lieber             | Antisemiten (Ref)  | 0    |
| Reichstagswahl 1898 bis 1903         | Gustav Gäbel                | Antisemiten (DSRP) | 0    |
| Reichstagswahl 1903 bis 1907         | Ernst Nitzschke             | SPD                | 0    |
| Reichstagswahl 1907 bis 1912         | Gustav Gäbel                | DR                 | 0    |
| Reichstagswahl 1912 bis 1918         | Richard Schmidt             | SPD                |      |

## Wahlen

### 1867 (Februar)
Es fand nur ein Wahlgang statt. Die Zahl der gültigen Stimmen betrug 13.552.
| Kandidat          | Partei          | Stimmen | in % | Anmerkungen |
| ----------------- | --------------- | ------- | ---- | ----------- |
| Ludwig von Zehmen | Freikonservativ | 9064    | 0    | 0           |

### 1867 (August)
Es fand nur ein Wahlgang statt. Die Zahl der gültigen Stimmen betrug 6312.
| Kandidat          | Partei          | Stimmen | in % | Anmerkungen |
| ----------------- | --------------- | ------- | ---- | ----------- |
| Ludwig von Zehmen | Freikonservativ | 5472    | 0    | 0           |

### 1871
Es fand ein Wahlgang statt. 18.644 Männer waren wahlberechtigt. Die Zahl der abgegebenen Stimmen betrug 9185, 128 Stimmen waren ungültig. Die Wahlbeteiligung betrug 50 %.
| Kandidat                | Partei   | Stimmen | in % | Anmerkungen |
| ----------------------- | -------- | ------- | ---- | ----------- |
| Karl Richard Hirschberg | LRP      | 5560    | 0    | 0           |
| Ludwig von Zehmen       | Kons     | 3599    | 0    | 0           |
| 0                       | Sonstige | 26      | 0    | 0           |

### 1874
Es fand ein Wahlgang statt. 20.217 Männer waren wahlberechtigt. Die Zahl der abgegebenen Stimmen betrug 8731, 60 Stimmen waren ungültig. Die Wahlbeteiligung betrug 43,5 %.
| Kandidat       | Partei   | Stimmen | in % | Anmerkungen |
| -------------- | -------- | ------- | ---- | ----------- |
| Gustav Richter | DRP      | 6627    | 0    | 0           |
| Stuhr          | S (Lass) | 1078    | 0    | Schneider   |
| Wolff          | S (Eis)  | 879     | 0    | 0           |
| 0              | Sonstige | 147     | 0    | 0           |

### 1877
Es fand ein Wahlgang statt. 21.384 Männer waren wahlberechtigt. Die Zahl der abgegebenen Stimmen betrug 14.052, 76 Stimmen waren ungültig. Die Wahlbeteiligung betrug 65,5 %.
| Kandidat               | Partei   | Stimmen | in % | Anmerkungen    |
| ---------------------- | -------- | ------- | ---- | -------------- |
| Gustav Richter         | DRP      | 7079    | 0    | 0              |
| Nauert                 | S        | 5241    | 0    | Maurer         |
| Scheller (-Großenhain) | Kons     | 1708    | 0    | Fabrikbesitzer |
| 0                      | Sonstige | 24      | 0    | 0              |

### 1878
Es fand ein Wahlgang statt. 22.342 Männer waren wahlberechtigt. Die Zahl der abgegebenen Stimmen betrug 12.664, 104 Stimmen waren ungültig. Die Wahlbeteiligung betrug 56,6 %.
| Kandidat       | Partei   | Stimmen | in % | Anmerkungen |
| -------------- | -------- | ------- | ---- | ----------- |
| Gustav Richter | DRP      | 8612    | 0    | 0           |
| Nauert         | S        | 4008    | 0    | Maurer      |
| 0              | Sonstige | 44      | 0    | 0           |

### 1881
Es fand ein Wahlgang statt. 22.659 Männer waren wahlberechtigt. Die Zahl der abgegebenen Stimmen betrug 10.344, 59 Stimmen waren ungültig. Die Wahlbeteiligung betrug 45,9 %.
| Kandidat       | Partei   | Stimmen | in % | Anmerkungen      |
| -------------- | -------- | ------- | ---- | ---------------- |
| Gustav Richter | DRP      | 7513    | 0    | 0                |
| Geyer          | S        | 2677    | 0    | Zigarrenarbeiter |
| Walter         | F        | 120     | 0    | Kaufmann         |
| 0              | Sonstige | 34      | 0    | 0                |

### 1884
Es fand ein Wahlgang statt. 24.003 Männer waren wahlberechtigt. Die Zahl der abgegebenen Stimmen betrug 15.674, 88 Stimmen waren ungültig. Die Wahlbeteiligung betrug 65,7 %.
| Kandidat                    | Partei   | Stimmen | in % | Anmerkungen |
| --------------------------- | -------- | ------- | ---- | ----------- |
| Dietrich Carl von Carlowitz | DKP      | 8768    | 0    | 0           |
|                             | S        | 5132    | 0    | 0           |
|                             | F        | 1758    | 0    | 0           |
| 0                           | Sonstige | 16      | 0    | 0           |

### 1887
Die Kartellparteien NLP und Konservative einigten sich auf einen gemeinsamen Kandidaten. Es fand ein Wahlgang statt. 25.773 Männer waren wahlberechtigt. Die Zahl der abgegebenen Stimmen betrug 20.252, 127 Stimmen waren ungültig. Die Wahlbeteiligung betrug 82,9 %.
| Kandidat                   | Partei   | Stimmen | in % | Anmerkungen |
| -------------------------- | -------- | ------- | ---- | ----------- |
| Heinrich von Friesen-Rötha | DKP      | 14.771  | 0    | 0           |
|                            | S        | 5247    | 0    | 0           |
| 0                          | Sonstige | 13      | 0    | 0           |

### 1890
Die Kartellparteien NLP und Konservative einigten sich erneut auf einen gemeinsamen Kandidaten. Es fand ein Wahlgang statt. 25.773 Männer waren wahlberechtigt. Die Zahl der abgegebenen Stimmen betrug 21.509, 140 Stimmen waren ungültig. Die Wahlbeteiligung betrug 83,5 %.
| Kandidat                   | Partei   | Stimmen | in % | Anmerkungen |
| -------------------------- | -------- | ------- | ---- | ----------- |
| Max von Forckenbeck        | DFP      | 367     | 1,7  | 0           |
| Heinrich von Friesen-Rötha | DKP      | 13.062  | 61,1 | 0           |
| Hermann Goldstein          | SPD      | 7906    | 37,0 | 0           |
| 0                          | Sonstige | 34      | 0,2  | 0           |

### 1893
Die Kartellparteien NLP und Konservative einigten sich erneut auf einen gemeinsamen Kandidaten. Der BdL wollte ursprünglich den DR-Kandidaten unterstützen, schloss sich dann doch den Kartellparteien an. Es fanden zwei Wahlgänge statt. 28.155 Männer waren wahlberechtigt. Die Zahl der abgegebenen Stimmen betrug im ersten Wahlgang 22.614, 68 Stimmen waren ungültig. Die Wahlbeteiligung betrug 80,3 %.
| Kandidat          | Partei   | Stimmen | in % | Anmerkungen |
| ----------------- | -------- | ------- | ---- | ----------- |
| Heinrich Lieber   | DR       | 7692    | 34,1 | 0           |
| Albert Träger     | FVP      | 164     | 0,7  | 0           |
| Paul Mehnert      | Kons     | 6268    | 27,8 | 0           |
| Hermann Goldstein | SPD      | 8410    | 37,3 | 0           |
| 0                 | Sonstige | 12      | 0,2  | 0           |

In der Stichwahl betrug die Zahl der abgegebenen Stimmen 22.315, 82 Stimmen waren ungültig. Die Wahlbeteiligung betrug 79,3 %.
| Kandidat          | Partei | Stimmen | in % | Anmerkungen |
| ----------------- | ------ | ------- | ---- | ----------- |
| Heinrich Lieber   | DR     | 13.344  | 60,0 | 0           |
| Hermann Goldstein | SPD    | 8889    | 40,0 | 0           |

### 1898
Konservative und BdL stellten einen gemeinsamen Kandidaten auf. Dieser war Mitglied des BdL, kandidierte aber als Konservativer. Die NLP wollte eigentlich einen eigenen Kandidaten aufstellen, entschied sich aber zwei Wochen vor der Wahl für die Unterstützung des BdL-Kandidaten. Es fanden zwei Wahlgänge statt. 29.925 Männer waren wahlberechtigt. Die Zahl der abgegebenen Stimmen betrug im ersten Wahlgang 23.488, 147 Stimmen waren ungültig. Die Wahlbeteiligung betrug 78,5 %.
| Kandidat          | Partei   | Stimmen | in % | Anmerkungen |
| ----------------- | -------- | ------- | ---- | ----------- |
| Gustav Gäbel      | DSR      | 6522    | 27,9 | 0           |
| Bernhard Sachße   | K        | 6426    | 27,5 | 0           |
| Hermann Goldstein | SPD      | 10.332  | 44,3 | 0           |
| Felix Porsch      | Zentrum  | 49      | 0,2  | 0           |
| 0                 | Sonstige | 12      | 0,1  | 0           |

Die Konservativen riefen in der Stichwahl zur Wahl des Antisemiten auf. In der Stichwahl betrug die Zahl der abgegebenen Stimmen 24.359, 85 Stimmen waren ungültig. Die Wahlbeteiligung betrug 81,4 %.
| Kandidat          | Partei | Stimmen | in % | Anmerkungen |
| ----------------- | ------ | ------- | ---- | ----------- |
| Gustav Gäbel      | DSR    | 12.707  | 52,3 | 0           |
| Hermann Goldstein | SPD    | 11.567  | 47,7 | 0           |

### 1903
Die Konservativen unterstützte die Kandidatur des DR-Kandidaten im Hinblick auf das reichsweite Abkommen der Parteien. Es fand ein Wahlgang statt. 32.384 Männer waren wahlberechtigt. Die Zahl der abgegebenen Stimmen betrug 27.779, 234 Stimmen waren ungültig. Die Wahlbeteiligung betrug 85,8 %.
| Kandidat        | Partei   | Stimmen | in % | Anmerkungen |
| --------------- | -------- | ------- | ---- | ----------- |
| Gustav Gäbel    | DR       | 12.182  | 44,2 | 0           |
| Ernst Nitzschke | SPD      | 15.181  | 55,1 | 0           |
| Felix Porsch    | Zentrum  | 124     | 0,5  | 0           |
| 0               | Sonstige | 48      | 0,2  | 0           |

### 1907
Entgegen der Vereinbarungen des Bülow-Blocks auf Reichsebene traten die bürgerlichen Parteien mit eigenen Kandidaten an. Der Kandidat der FVg hatte als gesamtliberaler Kandidat die Unterstützung von FVP und NLP. Es fanden zwei Wahlgänge statt. 33.828 Männer waren wahlberechtigt. Die Zahl der abgegebenen Stimmen betrug im ersten Wahlgang 31.412, 103 Stimmen waren ungültig. Die Wahlbeteiligung betrug 92,9 %.
| Kandidat           | Partei   | Stimmen | in % | Anmerkungen       |
| ------------------ | -------- | ------- | ---- | ----------------- |
| Gustav Gäbel       | DR       | 6976    | 22,3 | 0                 |
| Georg Lißke        | FVP      | 3427    | 10,9 | Kaufmann, Leipzig |
| Dinger             | Kons     | 6599    | 21,1 | Dr.               |
| Ernst Nitzschke    | SPD      | 14.174  | 45,3 | 0                 |
| Matthias Erzberger | Zentrum  | 126     | 0,4  | 0                 |
| 0                  | Sonstige | 7       | 0,0  | 0                 |

In der Stichwahl riefen alle bürgerlichen Parteien zur Wahl des DR-Kandidaten auf. In der Stichwahl betrug die Zahl der abgegebenen Stimmen 31.926, 152 Stimmen waren ungültig. Die Wahlbeteiligung betrug 94,4 %.
| Kandidat        | Partei | Stimmen | in % | Anmerkungen |
| --------------- | ------ | ------- | ---- | ----------- |
| Gustav Gäbel    | DR     | 17.336  | 54,6 | 0           |
| Ernst Nitzschke | SPD    | 14.438  | 45,4 | 0           |

### 1912
Der Pfarrer Kruspe wurde als gesamtliberaler Kandidat auch von der NLP unterstützt.
Es fand ein Wahlgang statt. 36.038 Männer waren wahlberechtigt. Die Zahl der abgegebenen Stimmen betrug 33.727, 193 Stimmen waren ungültig. Die Wahlbeteiligung betrug 93,6 %.
| Kandidat           | Partei   | Stimmen | in % | Anmerkungen             |
| ------------------ | -------- | ------- | ---- | ----------------------- |
| Kurt Fritzsche     | DR       | 9913    | 29,6 | Schriftsteller, Dresden |
| Hermann Kruspe     | FoVP     | 6357    | 18,9 | Pfarrer, Meißen         |
| Richard Schmidt    | SPD      | 17.130  | 51,1 | 0                       |
| Matthias Erzberger | Zentrum  | 128     | 0,4  | 0                       |
| 0                  | Sonstige | 6       | 0,0  | 0                       |